# 拉丁十字
拉丁十字架是基督教十字架中最常见的一种。

拉丁十字的基礎形式

它由长短两条梁组成。其中竖着的那根要长于横着的那根。竖着的那一根象征着上帝的国度，横着的那一根象征着人间，两根相交象征着天国与人间的统一。
人们对十字架的崇拜据考证始于公元4世纪。考古学家在公元4世纪到5世纪之间的一个棺材上面发现了一个拉丁十字，这是是迄今为止发现的最早的没有耶稣受难像的十字。.

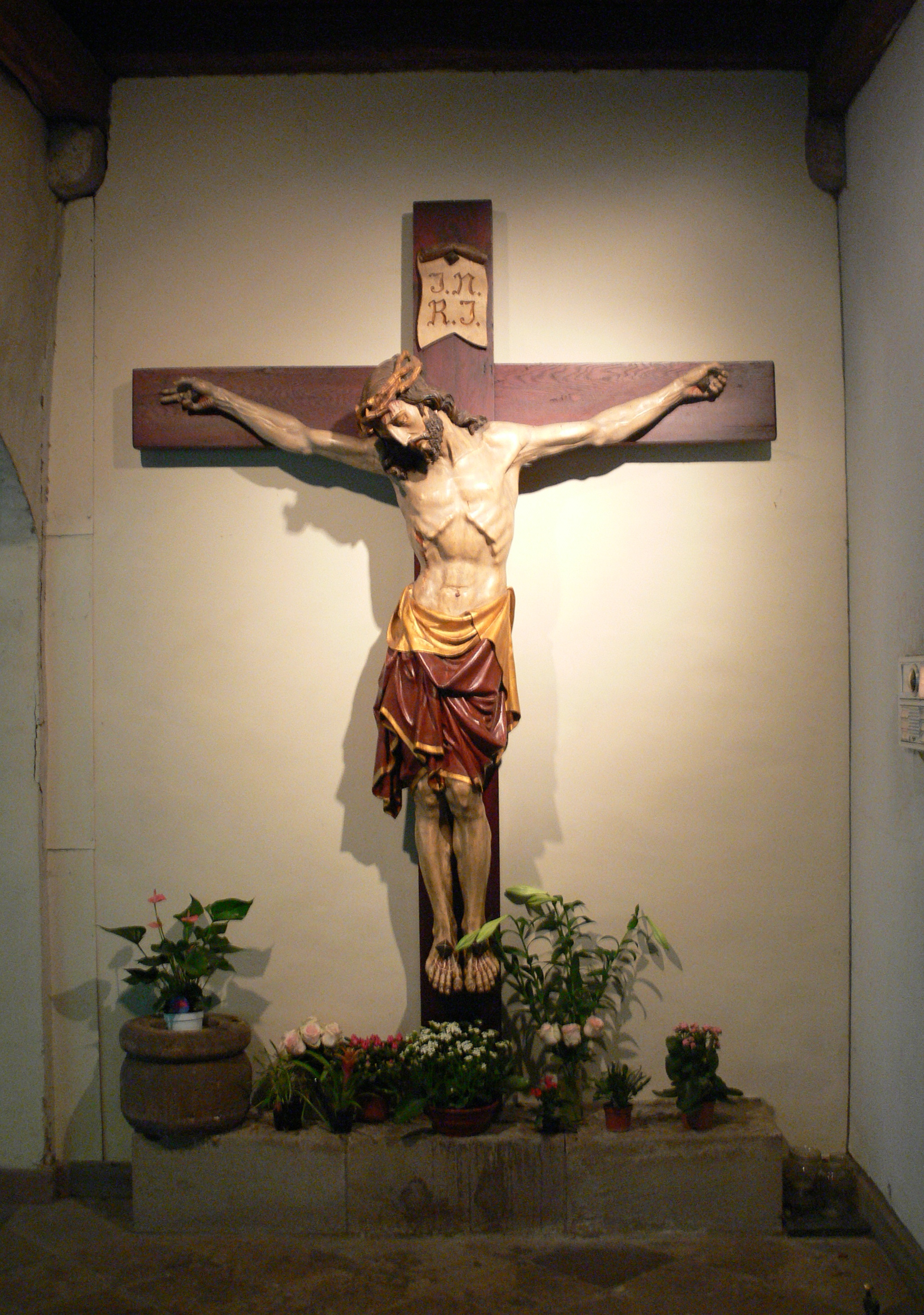
十架苦像

在西方国家，人们普遍认为拉丁十字是耶稣被钉死的十字架的真实形状，因此拉丁十字在德语国家又称受难十字（Passionskreuz）。因此拉丁十字是十架苦像（有耶稣受难像的十字架）中十字架的唯一形状。
罗马式和哥特式教堂常常被设计成十字架形状，也就是说，从上空鸟瞰，它们呈一个十字架形。一般横竖相交的地方放置圣坛，圣坛后面是唱诗班所在，另一侧是普通信众的位置。
从1219年开始使用的丹麦国旗是一个逆时针旋转90度的拉丁十字。它逐渐演变成北欧十字，现在北欧五国都使用类似的国旗。